# Лунд, Стефан
Э́рик Сте́фан Лунд (швед. Erik Stefan Lund; род. 24 сентября 1967, Сёдерхамн, Евлеборг) — шведский кёрлингист и тренер по кёрлингу.
Как тренер наиболее известен работой в 2000—2010 годах с женской командой скипа Анетте Норберг, они вместе пришли к двум победам на зимних Олимпийских играх (2006, 2010), победам на женских чемпионатах мира и чемпионатах Европы.
В 2012-2023 годах работал генеральным секретарём Ассоциации кёрлинга Швеции.

## Результаты как тренера национальных сборных
| Год  | Турнир                                       | Сборная          | Место |
| ---- | -------------------------------------------- | ---------------- | ----- |
| 2001 | Чемпионат мира по кёрлингу среди женщин 2001 | Швеция (женщины) | 2     |
| 2001 | Чемпионат Европы по кёрлингу 2001            | Швеция (женщины) | 1     |
| 2002 | Чемпионат Европы по кёрлингу 2002            | Швеция (женщины) | 1     |
| 2003 | Чемпионат мира по кёрлингу среди женщин 2003 | Швеция (женщины) | 3     |
| 2003 | Чемпионат Европы по кёрлингу 2003            | Швеция (женщины) | 1     |
| 2004 | Чемпионат мира по кёрлингу среди женщин 2004 | Швеция (женщины) | 6     |
| 2004 | Чемпионат Европы по кёрлингу 2004            | Швеция (женщины) | 1     |
| 2005 | Чемпионат мира по кёрлингу среди женщин 2005 | Швеция (женщины) | 1     |
| 2005 | Чемпионат Европы по кёрлингу 2005            | Швеция (женщины) | 1     |
| 2006 | Зимние Олимпийские игры 2006                 | Швеция (женщины) | 1     |
| 2007 | Чемпионат мира по кёрлингу среди женщин 2007 | Швеция (женщины) | 6     |
| 2007 | Чемпионат Европы по кёрлингу 2007            | Швеция (женщины) | 1     |
| 2008 | Чемпионат Европы по кёрлингу 2008            | Швеция (женщины) | 2     |
| 2009 | Чемпионат мира по кёрлингу среди женщин 2009 | Швеция (женщины) | 2     |
| 2009 | Чемпионат Европы по кёрлингу 2009            | Швеция (женщины) | 5     |
| 2010 | Зимние Олимпийские игры 2010                 | Швеция (женщины) | 1     |

## Частная жизнь
Женат, жена — кёрлингистка и тренер Ева Лунд, двукратная олимпийская чемпионка, двукратная чемпионка мира, семикратная чемпионка Европы; её команду (скип Анетте Норберг) много лет тренировал Стефан, вместе в 2000-х годах они пришли к олимпийским и мировым чемпионским успехам.